# Wait till I can dream
『Wait till I can dream』（ウェイト ティル アイ キャン ドリーム）は、2003年7月16日に発売された、Tommy heavenly6の、デビューシングルである。

## 概要
- Tommy february6の『Love is forever』と同時発売し、PVは連動作品となっている。
- 「Tommy february6」は、CDのみの発売だったのに対し、こちらはCD+DVDの2枚組で発売し、2タイトル同時購入応募ハガキが初回出荷分にのみ封入されていた（応募券は『Love is forever』に封入）。
- 初回出荷分のみ特殊紙ジャケット仕様。発売当時はCCCDでの発売であった。
- 本作の発売後の7月30日にアナログ盤も発売している。
- 「Tommy heavenly6」名義のシングルでは最も売り上げが高く、唯一オリコン週間シングルチャートにおいてトップ5にランクインした作品である。

## 収録曲

### CD
1. Wait till I can dream
作詞：Tommy heavenly6／作曲・編曲：Mark and John
  - テレビ朝日系『Matthew's Best Hit TV』エンディングテーマ
  - シングル盤ではそのままSwearに繋がるアレンジになっている。
2. Swear
作詞：Tommy heavenly6／作曲・編曲：Mark and John
3. melancholy power++
作曲：Mark and John

### DVD
1. Wait till I can dream
2. Swear

- 副音声としてカラオケバージョンも収録されている。

## 収録アルバム
- 『Tommy heavenly6』（#1,2）
- 『Gothic Melting Ice Cream's Darkness “Nightmare”』（#1）